# Maria Lúcia Mott
María Lúcia Mott (São Paulo, 16 de diciembre de 1948 - ibídem, 26 de junio de 2011) fue una historiadora y feminista brasileña.
Desde los años 1980 desarrolló investigaciones en la Historia de la salud, comenzando con estudios de género prácticamente desde el inicio del desarrollo de esta área de investigación en Brasil.

## Biografía
Provenía de una familia numerosa, católica.

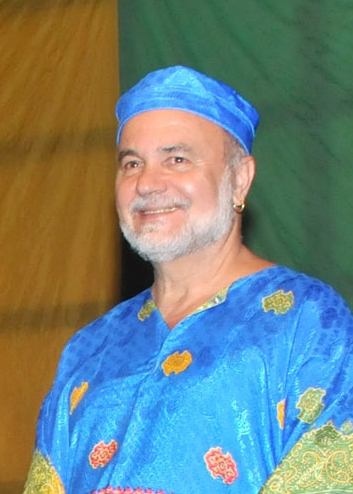
Luiz Mott (1946), hermano de Maria Lúcia Mott.

Fue la octava de los nueve hijos de la escritora Odette de Barros Mott (Igarapava, 24 de mayo de 1913 - São Paulo, 23 de mayo de 1998) con Leo Mott: Maria José Mott Ruggiero, Lea Mott Ancona López, Carlos de Barros Mott, Pedro de Barros Mott, Fúlvia Mott Rosemberg, Luiz Roberto de Barros Mott (escritor), Maria Lúcia de Barros Mott y Leone Mott Junior.
Sus hermanos influyeron en sus ideales de izquierda.
En 1968 ―con 19 años de edad, y sin saber muy bien qué hacer o qué ser― comenzó el curso de Historia de la USP (Universidad de San Pablo). Se relacionaba con los artistas que hacían arte en la Plaza de la República, donde hacía cerámica, pintaba cuadros, identificada con la generación hippie y la ideología de la contracultura.
Las indefiniciones de la juventud la llevaron a suspender sus estudios de pregrado para viajar, vivió un año en Francia, casi un año en Estados Unidos, donde trató de tomar cursos sobre la cultura negra. Retornó a Brasil, para volver a viajar a Gran Bretaña y después a la India. Tardó varios años en terminar sus estudios de grado.
En 1976, cuando regresó a Brasil, consiguió trabajo en la Fundación Carlos Chagas (FCC). Empezó a definirse como feminista e investigadora.

Siempre vi la investigación como una forma de activismo político.
Maria Lúcia de Barros Mott

En esos años de activismo feminista, María Lucía ingresó en el periódico Mulherio:

Participé creo que desde el comienzo [...] En la propia edición, fue en el período final que participé [...] Hacía redacción, revisión, hacía prácticamente todo. Lo único que no hacía era venderla, pero el resto lo hacía casi todo.
Maria Lúcia de Barros Mott

En 1979 se recibió de licenciada en Historia en la Universidad de São Paulo.
Entre 1988 y 1998 realizó un doctorado en Historia Social en la Universidad de São Paulo.
María Lúcia participó en la Junta Editorial de Estudios Feministas (de Río de Janeiro) desde su primer número (en 1992), durante todo el período en que la revista fue editada por CIEC/ECO/UFRJ (hasta fines de 1994).
Además de haber trabajado como árbitro y revisora de muchos artículos científicos de la revista, Maria Lúcia publicó un par de artículos: «Madame Durocher, costurera y partera» (1994) y «La partera ignorante, ¿un error en el diagnóstico médico?» (1999).
Fue responsable de la organización del dossier «Parto» en la revista Estudios Feministas (volumen 10, n.º 2, 2002), que presentó su artículo «Bibliografia comentada sobre assistência ao parto no Brasil, 1972-2002» (‘Bibliografía anotada sobre la atención al parto en Brasil, 1972-2002’).
En 1994 participó en el I COBEON, donde pronunció la conferencia «Ser parteira: a representação de uma profissão» (‘ser partera: la representación de una profesión’). Desarrolló el proyecto de posdoctorado «Caminhos cruzados: os cursos para formação de parteiras e enfermeiras em São Paulo, 1890-1971» (‘caminos cruzados: cursos para parteras y enfermeras en São Paulo, 1890-1971’) que la mantuvo en intensa y fructífera colaboración con docentes de enfermería obstétrica y de historia de la enfermería de los posgrados de la EEUSP.
Con inmensa generosidad, no titubeaba en ofrecer o ceder los datos recogidos y poner a disponibilidad artículos o textos. Alentó la elaboración de trabajos basados en textos publicados en los periódicos de la época, testimonios de personas que habían vivido o trabajado en el campo de la asistencia al parto, no solo en los libros y otros documentos que la mayoría de los estudiosos consideran más «serios».
María Lucía Mott, como era más conocida, rescató en su tesis doctoral defendida en 1998, la trayectoria de la primera partera en Brasil: Madame Durocher. Su tesis y otros trabajos sobre el tema se volvieron esenciales para aquellos que quieran dedicarse al estudio de las artes del parto en Brasil. Sus estudios están relacionados con las historias de las políticas públicas, instituciones y profesionales de la salud, filantropía, género, historia de la salud y la memoria.
Escribió la biografía de Pérola Byington, de cuya hija era amiga, lo que le permitió un acesso privilegiado al archivo familiar.
Entre el 1 de enero de 1999 y el 31 de diciembre de 2000 tuvo una beca de la Universidad de San Pablo para realizar un posdoctorado sobre la tesis Destinos cruzados: os cursos para formação de parteiras e enfermeiras em São Paulo (1898-1971).
Se destaca su exposición iconográfica sobre «La Historia de la maternidad: una visión del siglo XIX», presentado en la Conferencia Internacional sobre la Humanización del Parto y el Nacimiento (realizado en Fortaleza en el año 2000).
Coordinó el equipo del proyecto «Memorias de nacimiento: parteras y la atención del parto en la ciudad de São Paulo (1930-1980)». Estos resultados están disponibles en la página web del Centro Histórico Cultural de la Enfermería Ibérico-Americana/EEUSP; son documentos sobre la atención al parto y entrevistas realizadas a obstetras, parteras y enfermeras obstétricas; colección de recortes de periódico sobre el Servicio Obstétrico Domiciliar, y bibliografía comentada sobre las parteras y la atención obstétrica.
En 2005, en Portugal, dio la conferencia «Parteiras: o outro lado da profissão» (‘parteras: el otro lado de la profesión’). Sus argumentos estimularon al presidente de la Asociación Portuguesa de Enfermeros a estudiar esta temática, que resultó en el libro Comadres e matronas: contributo para a Historia das Parteiras em Portugal, séculos XIII-XIX (‘comadres y matronas: contribución a la Historia de las parteras en Portugal, en los siglos XIII-XIX’), que se publicó en mayo de 2011. Ese libro llegó a Brasil después de la muerte de Mott.
Entre el 1 de mayo de 2006 y el 31 de mayo de 2008 tuvo una beca del 	Instituto de Salud del Estado de São Paulopara investigar acerca del núcleo de documentación e información en salud colectiva de la Biblioteca del Instituto de Salud.
Desde 2007, coordinó el equipo de São Paulo de la Red Brasil de Patrimonio Cultural de la Salud, dirigido por la Casa de Oswaldo Cruz. En esta red hizo un levantamiento de las instituciones de salud de São Paulo desde el período colonial hasta los años cincuenta, al mismo tiempo que organizó documentación sobre el tema. Trabajaba en la organización del libro Historia da Saúde em São Paulo: instituições e patrimônio arquitetônico (‘historia de la salud en São Paulo: instituciones y patrimonio arquitectónico’), de la colección Historia y Patrimonio de la Salud, que se publicó en octubre de 2011, después de su muerte.
Con su equipo escribió varios artículos, como «Moças e senhoras dentistas: formação, titulação e mercado de trabalho nas primeiras décadas da República» publicado em Historia, Ciências, Saúde-Manguinhos (volumen 15, 2008) y «Médicos e médicas em São Paulo e os livros de registros do Serviço de Fiscalização do Exercício Profissional (1892-1932)» publicado en Ciência & Saúde Coletiva (volumen 13, 2008).
En sus últimos años fue investigadora en el Instituto Butantan (de la Secretaria de Salud del Estado de São Paulo). Ha coordinado investigaciones, publicado artículos científicos, realizado conferencias y participado en eventos ligados a la Historia de las políticas, instituciones y profesionales de la salud.
Dentro de su producción científica tiene publicaciones en Estados Unidos, Francia y Portugal.
Sería imposible rescatar la Historia de la obstetricia y de la enfermería obstétrica, especialmente en São Paulo, sin el extenso legado de Mott.
Se casó con el también historiador José Inácio de Melo Souza, con quien tuvo una hija, Veridiana.
Le hubiera finalizado su último trabajo, al que dedicó los últimos cuatro años de su vida: un libro sobre la historia de los hospitales de São Paulo.
En 2010 se le diagnosticó un cáncer de pulmón, del que falleció, en São Paulo, el 26 de junio de 2011, a los 62 años.

## Obra
- Esclavitud en femenino[9]
- Submissão e resistência: a mulher na luta contra a escravidão. São Paulo: Contexto (colección Repensando a Historia),. 1988.[10]
- O romance de Ana Durocher. Editora Siciliano, 1995. 220 páginas.[11]
- O gesto que salva: Pérola Byington e a Cruzada Pró-Infância, 188 páginas, 2005. ISBN 8598953024.[12]
- No tempo das missões. Editora Scipione.[13]

### Artículos
- «A criança escrava na literatura de viagens», artículo en la revista Cadernos de pesquisa (Fundação Carlos Chagas), n.º 31, p. 57-68, 1979.[14]
- «A parteira ignorante: ¿um erro de diagnóstico médico?», artículo en la revista Estudos Feministas, volumen 7, n.º 1. Florianópolis, 1999. ISSN 0104-026x.[15]